# Ratae Corieltauvorum

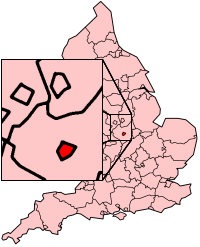
Ubicación de la provincia en el Imperio Romano.

Ratae Corieltauvorum o simplemente Ratae fue una antigua ciudad en la provincia romana de Britania, en la actual localidad de Leicester, en el condado inglés de Leicestershire.

## Nombre
Ratae es una forma latinizada de la palabra «murallas» en antiguo britónico (cfr. gaélico rath), lo que parece indicar que el sitio fue anteriormente un oppidum de la Edad de Hierro. La ciudad fue conocida erróneamente como Ratae Coritanorum en los registros posteriores. Sin embargo, una inscripción recuperada en 1983 mostró que estaba corrompida y que "Corieltauvorum" era la forma correcta del nombre.
La denominación romana sobrevive en los nombres de varios clubes y sociedades situados en la actual ciudad de Leicester, como Ratae Co-Operative Players (teatro de aficionados) y Ratae Road Club (ciclismo).

## Historia

### Establecimiento romano

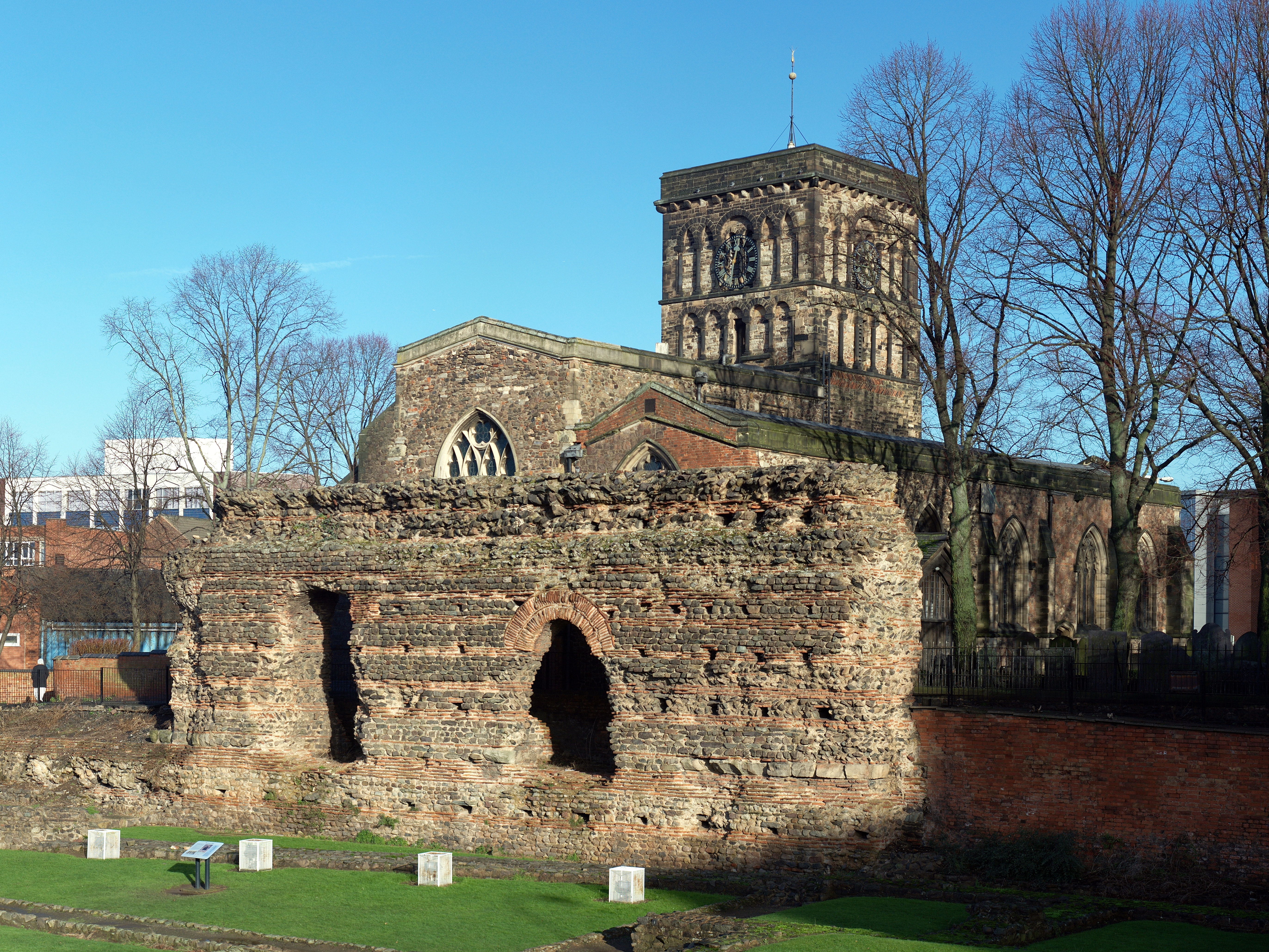
Jewry Wall, restos de los baños romanos

Después que los romanos invadieron Gran Bretaña en el siglo I, rápidamente establecieron el control sobre la esquina sureste de la isla, pero durante al menos un par de décadas no avanzaron hacia el norte y el oeste en su intento de dominar el resto de la isla. Se establecieron dos fortalezas legionarias: una en Isca (Exeter) en la esquina  suroeste del territorio y otra en Lindum (Lincoln) en el noreste. Se construyó una calzada, ahora conocida como Fosse Way, entre las dos para ayudar a controlar la frontera. La Fosse Way cruzaba el río Soar cerca del asentamiento britano. Uno de los enigmas del desarrollo temprano de Ratae fue si alguna vez existió alguna guarnición romana estacionada en las cercanías. La ubicación, en un cruce de río en una calzada estratégica cerca de un asentamiento nativo, habría sido un lugar ideal para un fuerte. Sin embargo, hasta ahora hay escasa evidencia de la existencia de uno: una zanja en forma de V con una ranura de drenaje en la parte inferior que se encuentra en la isla, entre los dos brazos del río. Esta zanja es similar en forma a un tipo de foso militar conocido como "zanja púnica", con un lado más inclinado que el otro y una canal de drenaje en la parte inferior. Aunque no se puede descartar que un fuerte romano se estableció entre dos brazos del Soar alrededor de 50, aún no se ha encontrado evidencia suficiente de un fuerte asociado.

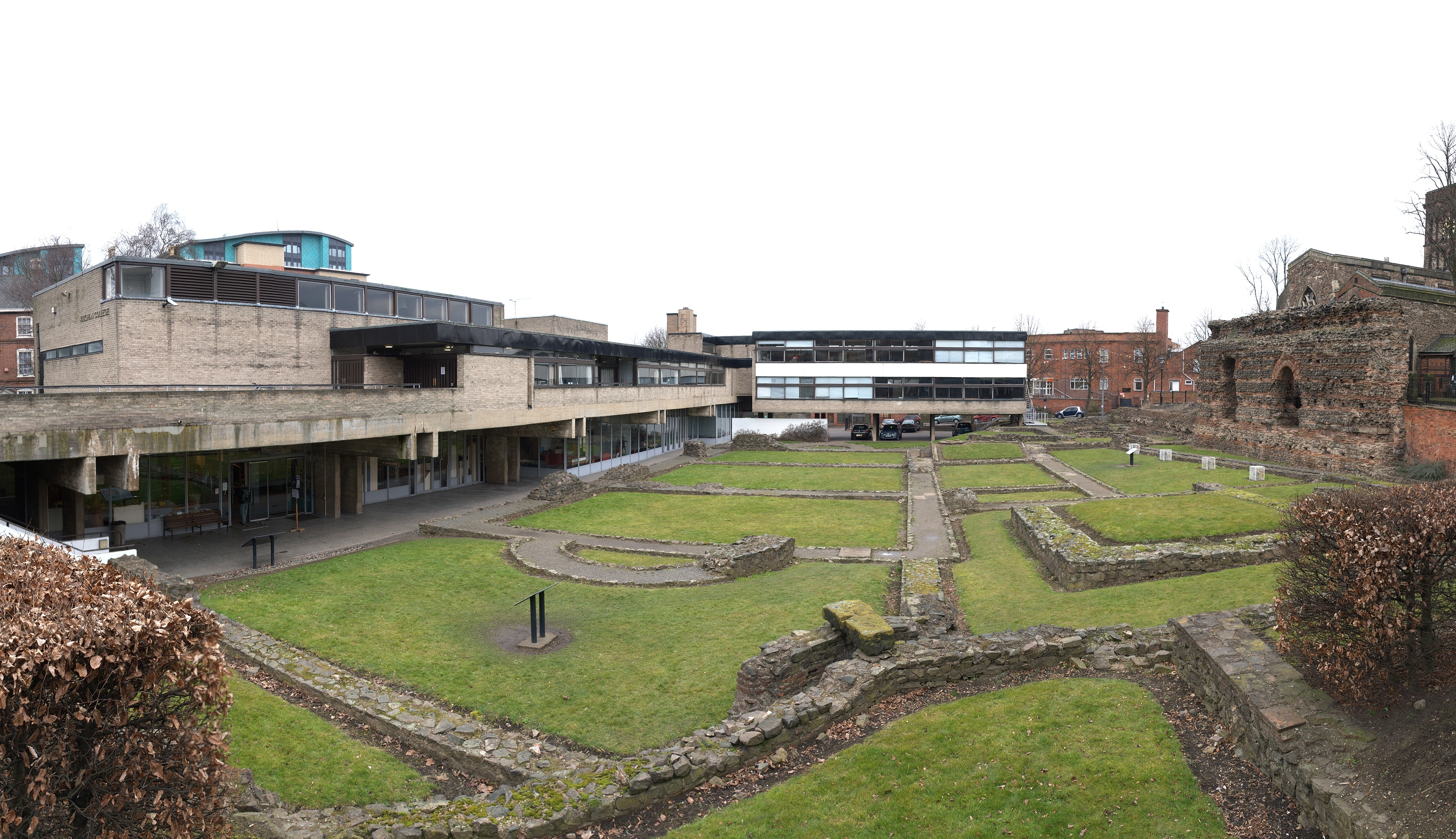
Restos de un baño romano

### Desarrollo
Ratae parece haber sido un asentamiento bastante pobre. Si bien hubo un programa de reconstrucción rápida para desarrollar tiendas y casas más grandes, tuvo pocos servicios y ninguno de los edificios públicos acostumbrados. En lugar de un foro, había un simple mercado abierto en el centro. Sin embargo, a principios del siglo II, se construyeron espaciosas casas de piedra de mejor calidad con patios centrales. Los talleres de la ciudad incluían la producción de cerámica, metal y vidrio.
Finalmente, se construyeron el foro y la basílica. Pronto siguieron los baños públicos, alrededor del año 145, alimentados por un acueducto, además contaban con un amplio gimnasio. Un segundo mercado fue establecido a principios del siglo III. Un circuito defensivo de piedra rodeaba Ratae a fines del siglo III. Había cuatro puertas con cementerios fuera de cada uno y un suburbio al norte. Solo dos templos sugeridos han sido descubiertos en la ciudad, uno un posible mitreo.

### Tardoantigüedad

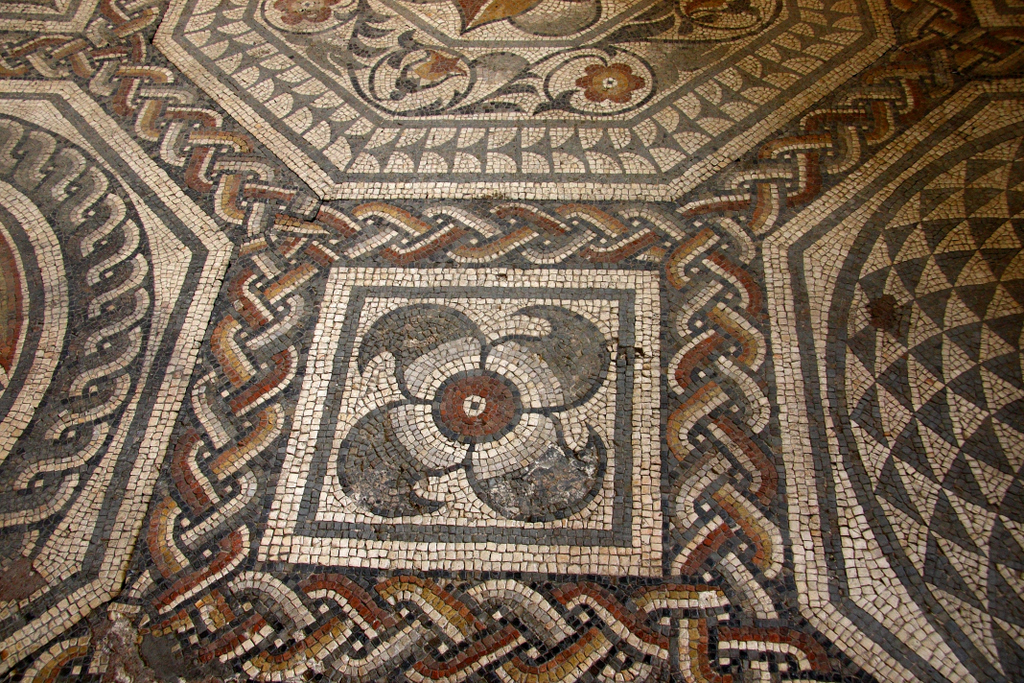
Piso de Blackfriars, ahora instalado en el Jewry Wall Museum.

A finales del siglo IV, Ratae fue ocupada por un destacamento del ejército romano y es posible que se hayan agregado torres a las murallas de la ciudad. Sin embargo, un incendio grave se extendió por el centro de la ciudad y el foro, la basílica y el mercado nunca fueron destruidos y nunca fueron reconstruidos. El asentamiento se identifica generalmente como el Cair Lerion, mencionado entre las 28 ciudades de Britania por la Historia Brittonum tradicionalmente atribuida a Nennio.

## Restos arqueológicos
Las ruinas incluyen:
- Muro judío (Jewry Wall), un gran muro que se cree formó parte del complejo de baños públicos.[9]
- Raw Dykes, una excavación que se cree son los restos de un acueducto.[10]
- St. Nicholas Church, que incorpora sustanciales materiales de construcción romanos reutilizados.[11]
- Una gran colección de artefactos de Ratae en exhibición en el Museo del muro judío (Jewry Wall Museum).[12]